# Casa Mimó
La Casa Mimó és una casa del municipi de Cerdanyola del Vallès (Vallès Occidental) inclosa en l'Inventari del Patrimoni Arquitectònic de Catalunya.

## Descripció
Edifici entre mitgeres. Exteriorment presenta planta baixa i un pis, si bé a la part superior de l'edifici, ocupant una part del terrat, hi ha un altre cos de construcció, d'època posterior. La coberta és de teula a dues vessants amb el carener paral·lel a la línia del carrer. La façana presenta a la planta baixa dues obertures rectangulars amb emmarcament de maó. A la banda dreta del pis hi ha un balcó de la mateixa tipologia, amb voladís de rajola i balustres de ceràmica blava, sostingut per mènsules de maó. La façana està dividida horitzontalment per dues línies d'imposta de maó i per rajoles blanques i blaves. A la part superior hi ha les cambres d'aire i un fris de maó, damunt del qual unes bigues de fusta sostenen el voladís de teula. És interessant l'ús decoratiu del maó vist amb rajola blanca i blava.

## Història
L'edifici va ser bastit l'any 1930. (Datació per font)